# Minnie Mouse

Minnie a Mickey Mouse v krátkém filmu Plane Crazy (1928)

Minnie Mouse nebo zkráceně pouze Minnie je původně animovaná postava ze světa Mickeyho Mouse, jejímž autorem je Walt Disney. Původně byla dabována samotným Waltem Disneym, poté jej postupně vystřídaly Marcellite Garnerová (1928–1940), Thelma Boardmanová (1940–1942), Ruth Cliffordová (1942–1952) a Russi Taylorová (1986–2019). V češtině ji dabuje Eva Spoustová.
Poprvé se objevila s Mickeym Mousem v krátkém animovaném filmu Plane Crazy z roku 1928.

Minnie ve filmu Parník Willie(1928)